# Adam Brix
Adam Brix, född 17 november 1978, är en dansk skådespelare och stuntman. Han är son till skådespelaren och fotomodellen Birte Tove.

## Filmografi i urval
- Kampen om den røde ko (1987)
- Jydekompagniet (1988)
- Göingehövdingen (1992)
- Hvide Løgne (1998)
- Blinkende lygter (2000)
- Game Over (2004)
- Jackpot (2006)
- 2900 Happiness (2007)
- Livvakterna (2009)
- Ditte och Louise (2015-2016)
- Ditte & Louise (2018)
- When the dust settles (2020)